# Lothar Behr (Phytopathologe)
Lothar Behr (* 8. Dezember 1912 in Leipzig; † 14. März 2003) war ein deutscher Botaniker und Hochschullehrer.

## Leben
Nach dem Schulabschluss an der Oberrealschule in Leipzig, nahm er eine Lehre als Gärntergehilfe auf und war danach ein Jahr als Gärtner tätig. Danach studierte er an der Universität Berlin und erlangte 1939 den Abschluss als Diplom-Gärtner. Kurz darauf wurde er zum Zweiten Weltkrieg einberufen, in dessen Verlauf er schwer verwundet wurde. Er wurde daraufhin vom Wehrdienst freigestellt und konnte eine wissenschaftliche Tätigkeit an der Biologischen Reichsanstalt für Land- und Forstwirtschaft in Berlin aufnehmen. Gleichzeitig promovierte er 1944 an der Universität Berlin zum Dr. agr.
Seit 1943 gehörte er den Deutschen Botanischen Gesellschaft an. Von 1947 bis 1950 war er Lehrer an der Fachschule für Gartenbau in Quedlinburg. Er wurde zum 1. Januar 1951 Oberassistent und nach seiner Habilitation 1955 im darauffolgenden Jahr Dozent an der Martin-Luther-Universität Halle-Wittenberg. 1960 erhielt er eine Professur mit Lehrauftrag und wurde 1964 Direktor des Phytopathologischen Instituts der Martin-Luther-Universität Halle-Wittenberg. Seine Forschungsschwerpunkte waren Pflanzenkrankheiten und speziell die Mykologie.

## Schriften (Auswahl)
- Über Botrytis cinerea Pers. am Lein (Linum usitatissimum L.) und sein Verhalten gegenüber Antagonisten im Boden. In: Nachrichten für den deutschen Pflanzenschutzdienst. 1966, s. 41–44.
- Farbstoffbildung und Farbstoffdissoziation bei Serratia plymuthica [...] In: Zentralblatt für Bakteriologie 121 (1967), S. 237–249.